# Condeep
Condeep (akronim za Concrete deep water structure) je visoka betonska struktura, ki se uporablja na morju za pridobivanje nafte ali plina. Condeep vedno sedi na morskem dnu. Ker ga na mestu drži sila gravitacije se kdaj uporablja termin gravitacijska struktura.
Betonski stebri se dvigajo okrog 30 metrov nad nivojem morja. Votli betonski stebri lahko služijo kot rezervoar za nafto. Ploščad na vrhu ni del condeepa. 
Condeep je razvil inženir Olav Mo, zgradili so ga v Stavangerju, Norveška.

## Troll A
Ploščad Troll A je največji Condeep na svetu. Zgradili so ga v štirih letih, pri tem je sodelovalo 2000 delavcev. Leta 1995 so ga namestili na velikansko plinsko polje Troll. Nameščen je v globini 300 metrov, za večjo stabilnost je vkopan 30 metrov v morsko dno.
Z višino 472 metrov je najvišja struktura, ki so jo kdajkoli premaknili. Skupna teža je bila 1,2 milijona ton. Uporabili so 245.000 m³  betona in 100.000 ton železa.

## Betonske platforme v Severnem morju
| Struktura           | Globina | Operater in leto   |
| ------------------- | ------- | ------------------ |
| Ekofisk-tank        | 70 m    | Phillips, 1973     |
| Frigg CDP1          | 104 m   | Total, 1975        |
| Beryl A Condeep     | 120 m   | Mobil, 1975        |
| Brent B Condeep     | 140 m   | Shell, 1975        |
| Brent D Condeep     | 140 m   | Shell, 1976        |
| Frigg TCP2 Condeep  | 104 m   | Elf, 1977          |
| Statfjord A Condeep | 146 m   | Mobil, 1977        |
| Statfjord B Condeep | 146 m   | Mobil, 1981        |
| Statfjord C Condeep | 146 m   | Mobil, 1984        |
| Gullfaks A Condeep  | 135 m   | Statoil, 1986      |
| Gullfaks B Condeep  | 142 m   | Statoil, 1987      |
| Oseberg A Condeep   | 109 m   | Norsk Hydro, 1988  |
| Gullfaks C Condeep  | 216 m   | Statoil, 1989      |
| Draugen Condeep     | 251 m   | Shell, 1993        |
| Sleipner A Condeep  | 82 m    | Statoil*           |
| Troll Condeep       | 303 m   | Norske Shell, 1995 |
| Heidrun TLP         | 350 m   | Conoco, 1995       |